# Wzgórze Maślickie
Wzgórze Maślickie – sztuczne wzgórze o wysokości 157,4 m n.p.m., położone na osiedlu Maślice we Wrocławiu. Jest to rekultywowane składowisko odpadów działające od lat 60. XX wieku do roku 2000. Zajmuje powierzchnię 14 ha. Ilość śmieci to 2,33 mln metrów sześciennych. Jest to najwyższy punkt terenowy Wrocławia.